# بوگریشیخا
بوگریشیخا (به لاتین: Bugryshikha) یک منطقهٔ مسکونی در روسیه است که در سرزمین آلتای واقع شده‌است.